# Pauline Greidanus
Pour les articles homonymes, voir Greidanus.
 (février 2019).
Si vous disposez d'ouvrages ou d'articles de référence ou si vous connaissez des sites web de qualité traitant du thème abordé ici, merci de compléter l'article en donnant les références utiles à sa vérifiabilité et en les liant à la section « Notes et références ».
Pauline Greidanus, née le 19 juillet 1976 à La Haye, est une actrice néerlandaise.

## Filmographie

### Cinéma et téléfilms
- 1991 : Medisch Centrum West (nl) : Elsje Kalkhoven
- 1994 : Oppassen!!! (nl) : Renée Deutekom
- 1999 : Leven en dood van Quidam Quidam (nl) : Elsje
- 2002 : De enclave : L'intervieweuse
- 2002 : Intensive Care (nl) : Merel Meinen
- 2002-2003 : Russen (nl) : Deux rôles (Brechtje Drager et Roos van Dijk)
- 2006 : Jardins secrets : L'enseignant, Lerares
- 2007 : De prins en het meisje (nl) : Eline
- 2010 : Den Uyl en de affaire Lockheed (nl) : Marion den Uyl
- 2011-2014 : A'dam - E.V.A. (nl) : Susanne van Amstel
- 2012 : The Rocketeer : Jolanda
- 2012 : Divorce : La femme médecin
- 2014 : Caps Club (nl) : La directrice du musée
- 2014 : Stiltegebied (nl) : Hannah
- 2015 : Moordvrouw : Anne Hartmans
- 2016 : Heer & Meester (nl) : Viola Prinsenbeek
- 2016 : Tonio (nl) : Hinde
- 2018 : Zuidas : La juge
- 2018 : Retrospekt (en) : Jessica
- 2018 : Flikken Rotterdam (nl) : Nicolette Boogaerd
- 2018 : Flikken Maastricht : Kim van Kimmenade

## Vie privée
Elle est la fille de l'acteur Aus Greidanus et de l'actrice Sacha Bulthuis. Elle est la sœur de l'acteur Aus Greidanus jr. Elle est la demi-sœur de l'acteur Kay Greidanus.